# Boyzone
Boyzone war eine irische Boyband der 1990er Jahre. Besonders im Vereinigten Königreich und in Irland war die Band mit sechs Nummer-1-Hits sehr erfolgreich, aber auch im restlichen Europa und in Asien konnte sie sich etablieren, wobei sie in den deutschsprachigen Ländern mit No Matter What sowie den Cover-Songs Words und Father and Son ihre größten Erfolge feierte. Bis 2007 haben Boyzone über 15 Millionen Tonträger verkauft. Im Oktober 2019 gaben sie im Londoner Palladium ihr letztes Konzert.

## Bandgeschichte

### 1993 bis 2000
Bei einem Gesangscasting mit 300 Teilnehmern entdeckte Louis Walsh, der auch Manager von Johnny Logan und der Band Westlife ist, 1993 die späteren Mitglieder von Boyzone. Bereits einen Tag später traten sie unbekannterweise bei The Late Late Show auf, einer bekannten Abendshow des irischen Fernsehsenders RTÉ, wo sie zu einem backing-track tanzten.
1993 und 1994 spielten Boyzone in ganz Irland und traten in Pubs auf, als sie von der Plattenfirma Polygram entdeckt wurden und ihre erste Single, eine Coverversion des Detroit-Spinners-Hits, Working My Way Back to You mit Mikey Graham und Stephen Gately als Leadsänger veröffentlichten. Die Single erreichte Platz 3 der irischen Charts.
Mit dem The Osmonds Hit Love Me for a Reason gelang ihnen schließlich der Eintritt in die britischen Charts. Die Single kam auf Anhieb auf Platz 2. Das 1995 veröffentlichte Debüt-Album Said and Done erreichte Platz 1 der britischen und irischen Charts. Im selben Jahr wurden sie in der britischen Zeitschrift Smash Hits als „vielversprechendste Band des Jahres“ geehrt.
Das zweite Album der Band, A Different Beat, das 1996 veröffentlicht wurde, beinhaltete ihren ersten Nr.-1-Hit in den britischen Charts, Words, sowie die erfolgreichen Songs A Different Beat, Isn’t It a Wonder und Picture of You, letzteres Lied fand auch auf dem Soundtrack zum Mr.-Bean-Film Bean – Der ultimative Katastrophenfilm Verwendung. Geschrieben hatte den Titel Picture of You Ronan Keating, wofür er im Jahr 1997 mit dem Ivor Novello Award ausgezeichnet wurde.
Boyzones drittes Studioalbum, Where We Belong von 1998, enthielt selbstgeschriebene Songs und Hits wie All That I Need, die Tracy-Chapman-Coverversion Baby Can I Hold You sowie No Matter What. Letzterer wurde zur bestverkauften Single und zum Song des Jahres 1998 gewählt.
Der London’s Rock Circus lud die Bandmitglieder ein, ihre Handabdrücke an der Wall of Hands zu hinterlassen. Andere Künstler, denen diese Ehrung zuvor bereits zuteilwurde, waren etwa Eric Clapton oder Michael Jackson. In Dublin stehen die Wachsfiguren der Bandmitglieder neben denen von U2.
Die Band war immer ein großer Unterstützer von Benefiz-Veranstaltungen. Unter anderem sangen sie für das Childliners-Album The Gift of Christmas neben Künstlern wie den Backstreet Boys, MN8, E.Y.C, Sean Maguire, Deuce, Ultimate Kaos, East 17, Peter André, Michelle Gayle, Dannii Minogue und vielen anderen.
1999 veröffentlichten Boyzone ihr Greatest-Hits-Album By Request, gefolgt von einer großen Tour. Während dieser Zeit gab es einige Gerüchte um die Band, letzten Endes outete sich der Sänger Stephen Gately als homosexuell und gestand seine Liebe zu dem Ex-Caught-in-the-Act-Sänger Eloy de Jong. Im selben Jahr erklärten Boyzone, eine Pause zu machen, um sich Soloprojekten zu widmen. Kurz darauf veröffentlichte Ronan Keating seine erste Solo-Single When You Say Nothing at All.
Das letzte Mal trat die Band gemeinsam im Januar 2000 auf. In den sieben Jahren der Bandgeschichte (1993–2000) verkauften Boyzone über 10 Millionen Tonträger, jede ihrer 16 Singles erreichte die Top 5 der Charts, und sie waren die erste irische Band, die vier Nummer-1-Hits im Vereinigten Königreich hatte. Für die Tour des Jahres 1998 wurden mehr als 35.000 Tickets in nur vier Stunden verkauft.

### 2000 bis 2009

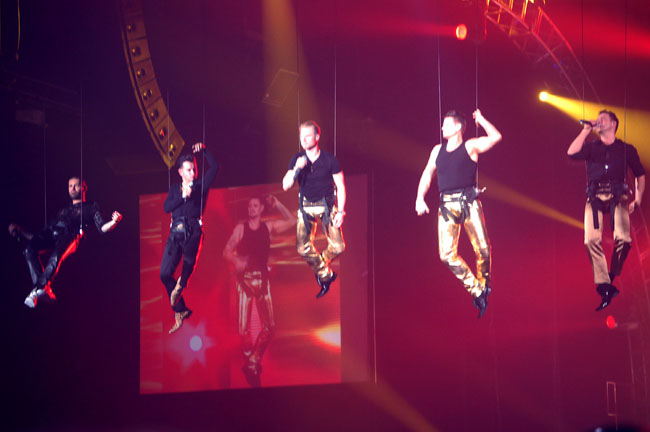
Boyzone im Wembley-Stadion. (2009)

Seit der Trennung im Jahr 2000 hatte Ronan Keating eine erfolgreiche Solokarriere begonnen und bis dato bereits fünf Alben veröffentlicht. Stephen Gately hatte ein weniger erfolgreiches Album veröffentlicht und arbeitete bis zu seinem Tod als Theaterschauspieler sowie als Hauptdarsteller in Andrew Lloyd Webbers Musical Joseph and the Amazing Technicolor Dreamcoat. Mikey Graham war ebenfalls solo tätig und ist jetzt Musikproduzent; Keith Duffy ist Schauspieler und in der britischen Seifenoper Coronation Street zu sehen. Shane Lynch war Mitglied der zweiten Staffel der Reality-Show Celebrity Love Island.
Im Jahr 2003 kamen erste Gerüchte um eine Wiedervereinigung von Boyzone auf. Nach der erfolgreichen Rückkehr von Take That und ihrer ausverkauften Tour 2006 verstärkten sich diese, und im Frühjahr 2007 ließen verschiedene Quellen verlauten, die fünf Bandmitglieder hätten sich mit ihrem ehemaligen Manager und jetzigem The-X-Factor-Juror Louis Walsh zu Gesprächen in Dublin getroffen.
Im März 2007 beendete Louis Walsh seine Arbeit bei The X-Factor mit der Begründung, er werde das geschäftsträchtigste Jahr seiner Karriere haben – mit Westlife, Shayne Ward und der Wiedervereinigung von Boyzone.
Im April 2007 berichteten viele Zeitungen, das Comeback der Band wäre aus finanziellen Gründen gescheitert. Keine Plattenfirma, kein Investor wolle die Band aus Angst, ein ähnlicher Erfolg wie bei Take That würde ausbleiben, neu vermarkten.
Am 5. November 2007 erklärte Ronan Keating, die Band werde für die jährliche Spenden-Show Children in Need einen speziellen Auftritt bei der BBC haben, bei welcher sie ein Medley aus ihren Hits präsentierten. Die Möglichkeit einer nachfolgenden Tour oder eines neuen Albums kommentierte er jedoch nicht.
Nach sieben Jahren Pause gab die Band am 16. November 2007 in Originalbesetzung ihr Comeback als Gast der BBC1-Show Children in Need. Im Mai 2008 folgte eine Tour durch Irland und das Vereinigte Königreich. Die 200.000 Tickets waren innerhalb von drei Stunden verkauft. Im September 2008 wurde die Tour in anderen europäischen Ländern fortgesetzt. Am 17. Oktober 2008 (UK: 29. September 2008) wurde die Single Love You Anyway und am 24. Oktober 2008 (UK: 13. Oktober 2008) das Comeback-Album Back Again... No Matter What - The Greatest Hits veröffentlicht.
Stephen Gately verstarb am 10. Oktober 2009 während eines Urlaubs auf Mallorca an einem Lungenödem, einem Symptom seiner erst post-mortem diagnostizierten seltenen Herzerkrankung SADS (Sudden Arrhythmic Death Syndrome, siehe auch Plötzlicher Herztod). Die genaue Erkrankung Gatelys blieb unbekannt, bei seiner Schwester Michelle wurde allerdings das erbliche Long-QT-Syndrom diagnostiziert, welches auch für Stephen angenommen wird. Sie rief im Gedenken an ihren Bruder eine Stiftung zur Aufklärung und Erforschung von SADS ins Leben. Stephen Gately wurde am 17. Oktober 2009 in seiner Heimatstadt Dublin beigesetzt.

## Diskografie
Studioalben

| Jahr | Titel Musiklabel                         | Höchstplatzierung, Gesamtwochen, AuszeichnungChartplatzierungen (Jahr, Titel, Musiklabel, Platzierungen, Wochen, Auszeichnungen, Anmerkungen) | Höchstplatzierung, Gesamtwochen, AuszeichnungChartplatzierungen (Jahr, Titel, Musiklabel, Platzierungen, Wochen, Auszeichnungen, Anmerkungen) | Höchstplatzierung, Gesamtwochen, AuszeichnungChartplatzierungen (Jahr, Titel, Musiklabel, Platzierungen, Wochen, Auszeichnungen, Anmerkungen) | Höchstplatzierung, Gesamtwochen, AuszeichnungChartplatzierungen (Jahr, Titel, Musiklabel, Platzierungen, Wochen, Auszeichnungen, Anmerkungen) | Höchstplatzierung, Gesamtwochen, AuszeichnungChartplatzierungen (Jahr, Titel, Musiklabel, Platzierungen, Wochen, Auszeichnungen, Anmerkungen) | Höchstplatzierung, Gesamtwochen, AuszeichnungChartplatzierungen (Jahr, Titel, Musiklabel, Platzierungen, Wochen, Auszeichnungen, Anmerkungen) | Anmerkungen                             |
| Jahr | Titel Musiklabel                         | DE | AT | CH | UK | US | IE | Anmerkungen                             |
| ---- | ---------------------------------------- | --- | --- | --- | --- | --- | --- | --------------------------------------- |
| 1994 | Said and Done Polydor (Polygram)         | DE68 (12 Wo.)DE | — | CH44 (3 Wo.)CH | UK1 ×3Dreifachplatin · (61 Wo.)UK | — | IE1 (… Wo.)IE | Erstveröffentlichung: 22. Oktober 1994  |
| 1996 | A Different Beat Polydor (Polygram)      | DE47 (9 Wo.)DE | AT40 (6 Wo.)AT | CH21 (10 Wo.)CH | UK1 ×3Dreifachplatin · (28 Wo.)UK | — | IE1 (… Wo.)IE | Erstveröffentlichung: 28. Oktober 1996  |
| 1998 | Where We Belong Polydor (Polygram)       | DE14 Gold · (28 Wo.)DE | AT40 Gold · (9 Wo.)AT | CH8 Gold · (16 Wo.)CH | UK1 ×5Fünffachplatin · (55 Wo.)UK | US167 (4 Wo.)US | IE1 (… Wo.)IE | Erstveröffentlichung: 25. Mai 1998      |
| 2010 | Brother Polydor (EMI)                    | DE55 (1 Wo.)DE | — | CH88 (1 Wo.)CH | UK1 Platin · (22 Wo.)UK | — | IE1 Platin · (19 Wo.)IE | Erstveröffentlichung: 5. März 2010      |
| 2013 | BZ20 Rhino Records (WMG)                 | DE35 (5 Wo.)DE | — | — | UK6 Gold · (17 Wo.)UK | — | IE7 (8 Wo.)IE | Erstveröffentlichung: 22. November 2013 |
| 2014 | Dublin to Detroit EastWest (WMG)         | — | — | — | UK14 Silber · (8 Wo.)UK | — | IE12 (6 Wo.)IE | Erstveröffentlichung: 21. November 2014 |
| 2018 | Thank You & Goodnight Warner Music (WMG) | — | — | — | UK6 Gold · (13 Wo.)UK | — | IE10 (5 Wo.)IE | Erstveröffentlichung: 16. November 2018 |

grau schraffiert: keine Chartdaten aus diesem Jahr verfügbar

## Künstlerauszeichnungen
- 1995: Smash Hits Umfragegewinner als beste Gruppe (Boyzone) – gewonnen
- 1996: BRIT Award für den besten internationalen Newcomer (Boyzone) – nominiert
- 1997: BRIT Award für die beste internationale Gruppe (Boyzone) – gewonnen
- 1997: Irish Music Awards für die beste Gruppe (Boyzone) – gewonnen
- 1997: Ivor Novello Award für den besten zeitgenössischen Song („Picture of You“) – gewonnen
- 1998: BRIT Award für die beste internationale Single („No Matter What“) – gewonnen
- 1998: The Record of the Year Award für die beste Single („No Matter What“) – gewonnen
- 1998: MTV Europe Music Award für den besten Pop (Boyzone) – nominiert
- 1998: RSH-Gold – gewonnen[7]
- 1999: BRIT Award für die beste internationale Gruppe (Boyzone) – gewonnen[8]
- 1999: BRIT Award für die beste internationale Single („When the Going Gets Tough“) – gewonnen
- 1999: MTV Europe Music Award für das beste Album (…By Request) – gewonnen
- 1999: MTV Europe Music Award für den besten Pop (Boyzone) – nominiert
- 1999: MTV Europe Music Award für den besten Act in Großbritannien und Irland – gewonnen